# فلم جوني (فلم 1914)
فيلم جوني (بالإنجليزية: A Film Johnnie)، يعرف أيضا (تشارلي في السينما)، وهو فيلم كوميدي أمريكي صامت من عام 1914 بطولة تشارلي تشابلن تم إنتاجه في استوديوهات كيستون.

## طاقم التمثيل
- تشارلي تشابلن - فيلم جوني
- روسكو آرباكل - نفسه
- فرجينيا كيرتلي - فتاة كيستون
- بيجي بيرس - فتاة كيستون
- مابل نورماند - مابل
- فورد ستيرلينج - نفسه

## وصلات خارجية
- الفيلم القصير A Film Johnnie متوفر للتحميل من موقع أرشيف الإنترنت [المزيد]
- مقالات تستعمل روابط فنية بلا صلة مع ويكي بيانات
- A Film Johnnie على يوتيوب